# Царинний Іван Михайлович
Іва́н Михàйлович Цари́нний (нар. 10 лютого 1952, Яготин, Київська область — пом. 23 березня 2000, Яготин) — український поет. Член Спілки письменників України з 1979 року.

## Біографічні відомості
Працював робітником у радгоспі. Закінчив Житомирське професійно-технічне училище, працював електрозварником в інституті електрозварювання ім. Є. О. Патона, на Яготинській компресорній станції, Баришівському заводі «Блискавка», у Київському видавництві «Молодь».
1987 р. закінчив Вищі літературні курси Літературного інституту ім. М. Горького, а згодом після закінчення переїхав жити і працювати до Миколаєва, де керував обласною молодіжною літературною студією «Джерела». Був активістом Миколаївської крайової організації Народного Руху України, Товариства української мови ім. Тараса Шевченка (Товариство «Просвіта» ім. Т. Г. Шевченка). Брав активну участь у становленні неформальної преси Миколаєва.
З 1989 по 1992 рр. працював головним редактором першої в Миколаєві незалежної газети «Чорноморія» (виходила з грудня 1989 по травень 1993 рр.).
Друкувався у республіканській пресі: журналах «Дніпро», «Ранок», «Україна», миколаївських обласних газетах «Південна правда», «Ленінське плем'я».
Писати вірші почав рано, але лише у двадцятип'ятирічному віці з'явилося кілька доробок у періодиці, якими поет привернув до себе увагу українських літераторів та письменників. «У світі цього поета — вага зернини серцем зважується, світло до ранку у снах живе, бджола голосить за пасічником…» — так відгукнувся Іван Драч на перші його вірші.
Мова творів поета зачаровує різнобарвними художніми засобами. Як стверджував Е. Январьов, «…він бере читача за руку і вводить у ліс. Цього лісу не знайдеш на жодній карті. Він належить Івану Царинному. Тут поет господар, звірі тут „сонце літає, як птах“, „літо брови дітям золотить“… Сама Україна дихає зі сторінок поетичних творів земляка. Ми впізнаємо і рідні соняхи, і яблука й барвінки, і верби, калиновий гай…». У світобаченні Івана Царинного можна спостерігати чимало близького до світобачення майстрині живопису народної художниці України Катерини Білокур. Все розмаїття духовної краси він оспівував у віршах, а майстриня чарівного пензля — у своїх картинах. Він захоплювався її творчістю і присвятив їй чимало поезій.

## Основні твори
1. Царинний, І. М. Гілка блискавки: поезії / І. М. Царинний. — Київ: Молодь, 1978. — 72 с.
2. Царинний, І. М. Світанок у квітці: поезії / І. М. Царинний. — Київ: Молодь, 1983. — 112 с.
3. Царинний, І. М. Дощовий килим / І. М. Царинний. — Київ: Рад. письменник, 1985. — 110 с.
4. Царинний, І. М. Довіра лісові: поезії / І. М. Царинний. — Київ: Рад. письменник, 1990. — 158 с.
5. Царинний, І. Гай-співай: вірші для ст. дошк. віку / І. Царинний ; худож. : Н. Коваль, О. Коваль. — Київ: Веселка, 1991. — 27 с.

### Твори, опубліковані в періодичних виданнях
- Царинний, І. [Вірші] / І. Царинний // Ранок. — 1972. — № 1. — С. 11. — Зміст: «Як гілки були маленькі, наче діти…» ; «Загуло і стихло…» ; «Я з квітки весною виглянув…».
- Царинний, І. [Вірші] / І. Царинний // Дніпро. — 1976. — № 10. — С. 128—129. — Зміст: Синє полум'я ; Криниця ; Сінокіс ; «Прийшло літо із зеленим ситом…» ; Троїсті музики ; «Ловилася рибка…» ; Готування до зими. Царинний, І. [Вірші] / І. Царинний // Ранок. — 1981. — № 1. — С. 9. — Зміст: Радість ; Мов у дзеркалі ; Пульс ріки ; Нічна риба ; «Весільний птах летів…».
- Царинний, І. [Вірші] / І. Царинний // Дніпро. — 1981. — № 10. — С. 11– 12. — Зміст: Дорога рибалок ; Суботник ; Копач колодязів ; «Молоді мисливці…» ; Метал ; Комсомольський вогник ; «У лісі рани від багать…» ; Танцмайданчик ; Шпаки ; Доброта. Царинний, І. [Вірші] / І. Царинний // Ранок. — 1984. — № 5. — С. 14. — Зміст: «Самотня сивина…» ; «Як іду крізь вечір» ; «Паперових обгорток…» ; Переліт ; «Пилка іржава й сумна…» ; «Не спить…» ; «Старезна різбленність кори…».
- Царинный, И. Ночная смена: [стихотворение] / И. Царинный ; пер. с укр. И. Шимко // Радуга. — 1986. — № 10. — С. 11.
- Царинний, І. «Немов чужинець, я блукав лісами…»: [вірш] / І. Царинний // Україна. — 1987. — № 28. — С. 7.
- Царинний, І. Степові річки: [вірш] / І. Царинний // Південна правда. — 1987. — 24 жовт. Царинний, І. Прип'ять: [вірш] / І. Царинний // Південна правда. — 1988. — 17 груд.
- Царинний, І. «Торкнися променя щокою…»: [вірш] / І. Царинний // Ленінське плем'я. — 1988. — 3 квіт.
- Царинний, І. Слово ; Тарас: [вірші] / І. Царинний // Ленінське плем'я. — 1989. — 5-11 берез. (№ 9). — С. 4.
- Царинний, І. Квіт папороті: фрагмент поеми / І. Царинний // Соціалістична культура. — 1989. — № 12. — С. 19. Царинний, І. Маестро моря: фрагменти із поеми / І. Царинний // Південна правда. — 1991. — 11 квіт.
- Царинний, І. Уроки малярства: поема-трактат / І. Царинний // Слово. — 1992. — 20-21 листоп. (№ 65/66). — С. 9.

### Твори, опубліковані в збірках
- Царинний, І. [Вірші] / І. Царинний // Миколаївський оберіг: поетична антологія. — Миколаїв, 2004. — С. 303—315. — Зміст: «Самотня сивина…» ; Пісня ; Пілот ; «Крильми переміряли літо…» ; «Ворон пішов на похорон…» ; «Вода заснула…» ; Мати на городі ; «Яблунева блукаюча вулиця…» ; Дід ; Розлука ; «Не буду голуба лякати…» ; «Налий мені в очі…» ; «Жив лісник…» ; Козацьке кладовище ; Крізь погляд ; «Відсвічує дальня гроза…» ; «Заячі вуха шука завірюха…» ; «Ти в обличчя місяця впустила…».
- Царинний, І. [Вірші] / І. Царинний // Література рідного краю: письменники Миколаївщини: посіб.-хрестоматія. — Миколаїв, 2003. — С. 184–85. — Зміст: «Ти наче скрипка…» ; Самотність ; Мати ; До материнки ; Шлях ; Стрітення ; Їжаки ; Купальський голуб ; Ходить осінь ; Тиша ; Вечір ; Лісник.
- Царинний, І. Степові річки: [вірш] / І. Царинний // Вітер з лиману: поезії / упоряд. : В. П. Бойченко, Є. Г. Мірошниченко, Є. І. Январьов. — Одеса, 1988. — С. 223—224.
- [Вірші] // Поезія — 87 : збірник / редкол. : М. Вінграновський [та ін.]. — Київ, 1987. — Вип. 1. — С. 47 — 51. — Зміст: «За скошеним…» ; «Вперше цвітуть…» ; «Летіли оси…» ; Вужі ; «Бабцю, бабцю…» ; «Сьогодні снігові вали…» ; «В нічному небі…» ; Крізь погляд.

### Публіцистика
- Царинний, І. Літстудія, поезія, покликання… / І. Царинний // Ленінське плем'я. — 1987. — 24 груд.
- Царинний, І. У гостях — лауреат / І. Царинний // Ленінське плем'я. — 1988. — 28 лют.

## Твори у збірках
- Вітрила, 1972—1973 [Текст]: альманах: вірші, оповідання, малюнки, переклади / ред. А. С. Камінчук, І. І. Кирій. — К. : Молодь, 1973. — 216 с. — (Молоді автори України).
- Поезія-78 [Текст]: зб. Вип.3 (43) / [ред.-упоряд. Б.Степанюк]. — К. : Рад. письменник, 1978. — 127 с. — 0,50.
- Поезія-87 [Текст]: зб. Вип.1 / [упоряд. В. І. Затуливітер, О. В. Лупій]. — К. : Рад. письменник, 1987. — 239 с. — 1,10.
- Мельник, Я. Й. Сила вогню і слова [Текст]: літературні портрети Б. Олійника, І. Драча, М. Карпенка, Л. Талатая, В. Затуливітра та ін. / Я. Й. Мельник. — К. : Рад. письменник, 1991. — 229 с. — ISBN 5-333-00337-9 : 0,60.